# 托马斯·密勒
托马斯·富兰克林·费尔法克斯·密勒（英語：Thomas Franklin Fairfax Millard，1868年7月8日—1942年9月7日），是美国《纽约先驱论坛报》驻远东记者，创办了《密勒氏评论报》，曾担任中华民国北洋政府、南京政府顾问。